# Cupriavidus pinatubonensis
Cupriavidus pinatubonensis es una bacteria gram-negativa, aeróbica, no formadora de esporas, del género Cupriavidus y de la familia Burkholderiaceae, aislada con Cupriavidus laharis de depósitos de lodo volcánico en el monte Pinatubo en Filipinas.